# Hvozdnica
Hvozdnica (in ungherese Fűrészfalu, in tedesco Hwoznitz) è un comune della Slovacchia facente parte del distretto di Bytča, nella regione di Žilina.

## Storia
Citato per la prima volta nel 1250 con il nome di Hoznucha, fu possedimento della città di Považská Bystrica.